# PL-9
Пили-9 (кит. трад. 霹靂九, упр. 霹雳九, пиньинь Pī lì jiǔ, палл. Пи ли цзю, буквально Удар грома 9; на западе — PL-9) — китайская ракета «воздух-воздух» малой дальности, создана в 1988 году компанией CATIC и принята на вооружение в 1991 году. Пили-9 имеет охлаждаемую всеракурсную инфракрасную головку самонаведения, она имеет улучшенную защищенность от ложных целей.

## Внешние ссылки
- Авиационная энциклопедия
- PiLi-9 Short-Range Air-to-Air Missile SinoDefence.com